# Забара, Натан Ильич
Натан Ильич Забара (27 декабря 1908, Рогачов, Волынский округ — 1975, Киев) — еврейский писатель, родившийся на Украине и писавший на идише, один из первых нелегальных преподавателей иврита в Киеве.

## Биография
Родился в волынском селе Рогачов Житомирской области в семье гончара-кустаря Ильи Берковича Забары и Брохи Мееровны Забары.
В 1925 году окончил школу рабочей молодежи в Новограде-Волынском и переехал в Киев, где поступил в Киевский педагогический институт. Во время учёбы в институте работал на киевских стройках, в 1931 году был призван в Красную Армию. После демобилизации вернулся в Киев и поступил в Институт еврейской культуры, где обучался в аспирантуре с 1932 по 1933 год.
Печататься начал в 1930 году. Его повести и рассказы появлялись в газетах Киева, Москвы, Минска, Биробиджана, в журналах «Советиш литератур», «Штерн» и др. Отдельными книжками вышли «Радиороман», созданный по впечатлениям армейской службы (1932), роман «Ниловка» об изменениях в жизни евреев СССР (1934), «Из страны в страну» (1938), «Папа» (1940), книга очерков «Люди и времена» (1938). В 1967 году вышел роман-хроника «Обыкновенная мама» о Г. Чудновском (1890—1918) — первом советском коменданте Зимнего дворца и красном комиссаре Киева.
В 1941 году был мобилизован, служил специальным корреспондентом газеты «Красная Звезда», «На врага», «Советский воин». После войны в звании старшего лейтенанта остался работать в зоне советской оккупации в качестве сотрудника отделы пропаганды, литературы и искусства газеты «Теглихе Рундшау» — органа советской военной администрации Берлина. Сотрудничал с Еврейским антифашистским комитетом. По утверждениям Ицика Фефера, Натан Забара был назначен корреспондентом ЕАК в Берлине, присылал оттуда литературу по еврейской тематике и информацию о жизни евреев, переживших нацизм. В один из своих отпусков Забара выступал в ЕАК с сообщением о положении в Берлине еврейской части населения.
Во время антисемитской кампании борьбы с космополитами Забара был осужден как еврейский националист по ст. 54-10 ч.2 УК УССР и 54-1 «б» УК УССР. Находился в тюрьме и в лагере для заключенных на Колыме, где, рискуя увеличением лагерного срока, устраивал для еврейской молодежи пасхальные седеры, приобщал её к национальным традициям и культуре.
Через три года после смерти Иосифа Сталина 6 июля 1956 года Комиссия по пересмотру прав безосновательно репрессированных советских граждан реабилитировала Натана Забару и позволила ему вернуться в Киев. Он был восстановлен в Союзе писателей Украины. Жил в Киеве в «Доме Писателей», публиковал переводы с идиша на русский. Был одним из первых в Киеве нелегальных преподавателей иврита.
В это время были напечатаны роман «Отец» (1961), роман «Сегодня рождается Мир» (1968), роман-хроника «Обыкновенная мама» (1968) и другие произведения. В этот период Забара тесно общался с еврейской интеллигенцией Киева. После Шестидневной войны (1967) отказался подписать письмо, осуждающее «израильскую агрессию», заявив: «Если я сделаю это, да отсохнет рука моя!».
В 2004 году издательством «Гешарим/Мосты культуры» (Москва-Иерусалим, 2004) был издан роман Натана Забары «Колесо вертится», воссоздающий в ярких художественных образах исторически правдивую картину жизни евреев в эпоху раннего Средневековья в различных районах Западной Европы.
Умер Натан Забара в 17 февраля 1975 года, похоронен на Берковецком кладбище в Киеве.